# المعهد الفرنسي للبترول
المعهد الفرنسي للبترول (بالإنجليزية: French Institute of Petroleum)‏
(بالفرنسية: Institut français du pétrole, IFP)‏ هي منظمة أبحاث عامة في فرنسا أنشئت سنة 1944 كـمعهد النفط والوقود وزيوت التشحيم (بالفرنسية: Institut du pétrole, des carburants et des lubrifiants)‏

## وصلات خارجية
- الموقع الرسمي للمعهد الفرنسي للبترول